# Association internationale des égyptologues
L'Association internationale des égyptologues (The International Association of Egyptologists (IAE), en allemand, Internationaler Ägyptologen-Verband, en arabe, الرابطة الدولية لعلماء الآثار المصرية) a pour but de promouvoir l'égyptologie.

## Présidence
En 2023, la présidence de l'association est composé de :
- Président : Tarek Tawfik (université du Caire)
- Vice-président : Willeke Wendrich (en) (université de Californie à Los Angeles)
- Secrétaire général : Richard Bussmann (de) (université de Cologne)[2]

Les anciens présidents sont : Torgny Säve-Söderbergh (en), William K. Simpson (en), Jaromír Málek, Dietrich Wildung, Christopher John Eyre (en), James P. Allen, Chris Naunton et Laure Pantalacci.